# Waschhaus (Potsdam)

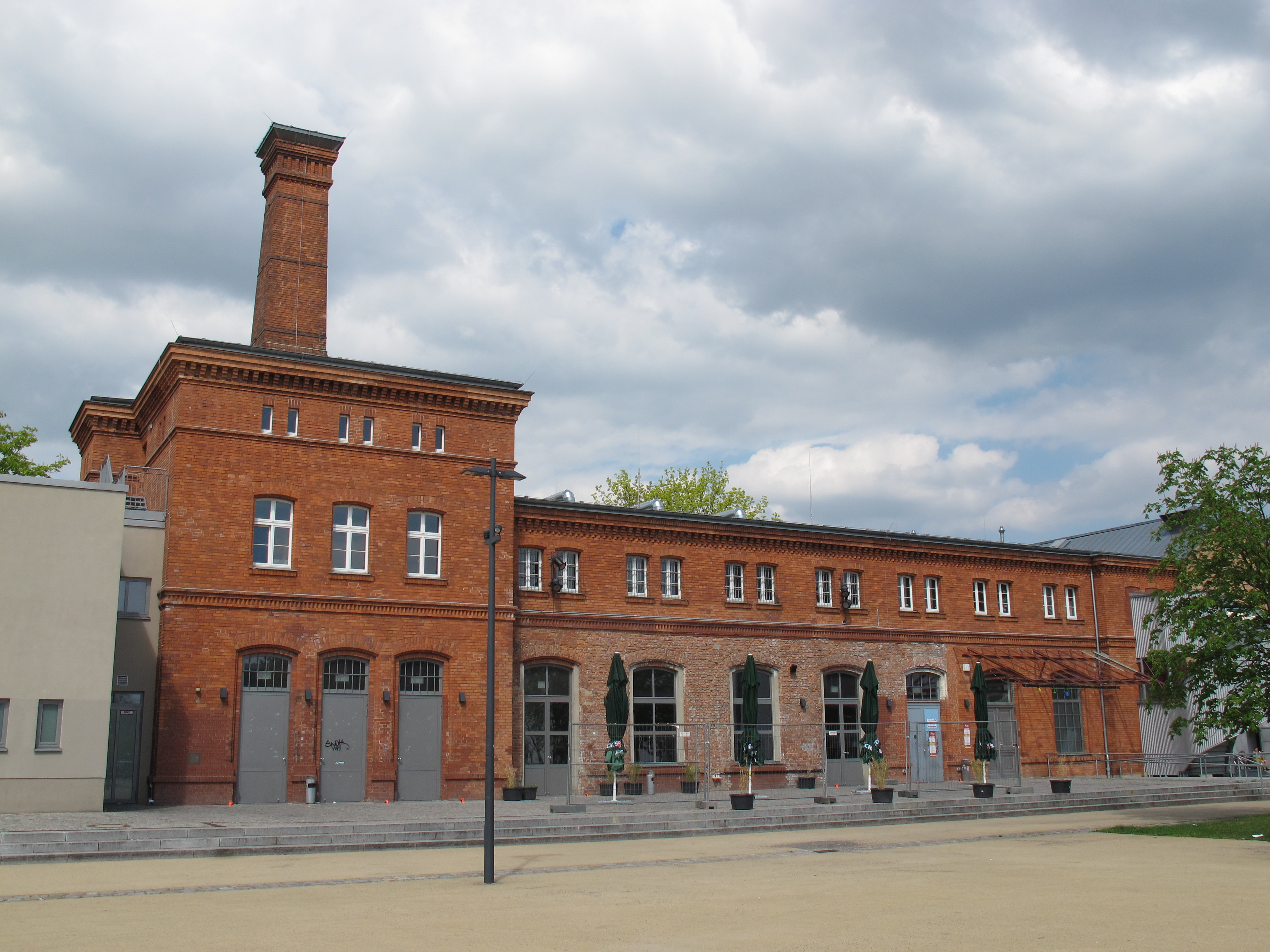
Das Waschhaus in der Schiffbauergasse

Das Waschhaus ist eine Party- und Freizeiteinrichtung Potsdams.

## Geschichte
Das denkmalgeschützte Gebäude wurde als Königliche Garnisons-Dampfwaschanstalt nach Plänen von Baurat Bernhardt und Garnison-Bauinspektor Bohm 1880/82 erbaut. Schon zuvor bestand ein kleineres Waschhaus das 1840 von Carl Hampel geplant und später als Inspektorenhaus diente, das heute so genannte Offizze.
Beide aus roten bzw. gelb-roten Backsteinen gebauten Gebäude sind Relikte der Industriekultur und der preußischen Baukunst am Standort. Der Schornstein am Waschhaus diente den großen Dampfkesseln und wurde schmuckvoll gestaltet.
Bis zum Jahr 1988, als ein Brand die Anlagen außer Betrieb setzte, wurde das Gebäude als Großwäscherei betrieben, zuletzt vom VEB Rewatex. Als er 1990 geschlossen wurde, verwahrloste das Gebäude. Erst 1992 wurde es im Zuge einer Künstler-Hausbesetzung entkernt und dann für den Veranstaltungsbetrieb ausgebaut. 1993 wurde der Waschhaus e. V. gegründet und der regelmäßige Kulturbetrieb begann.

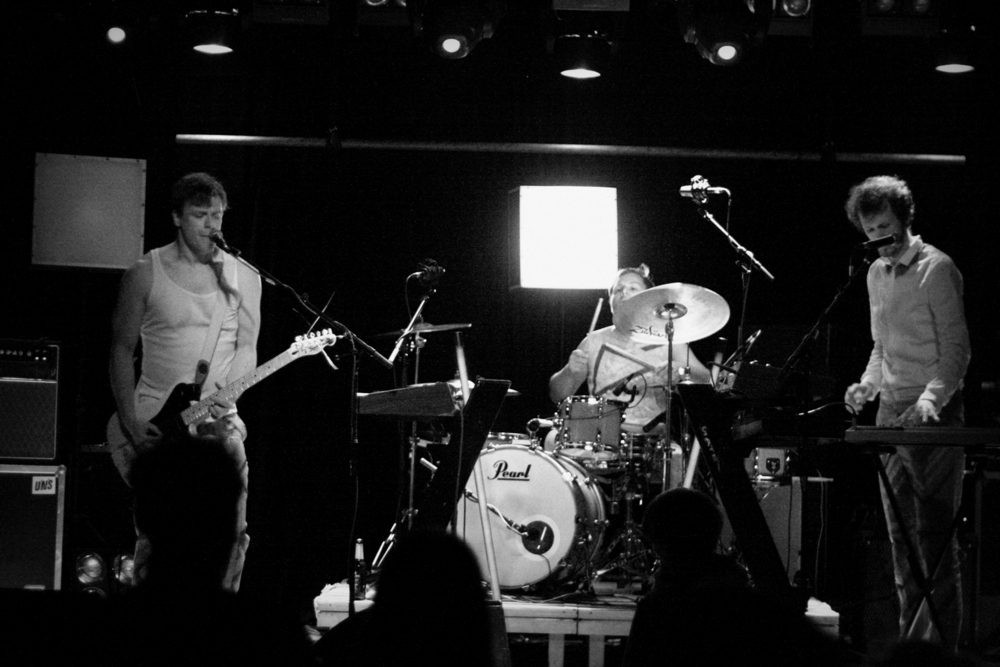
Band im Waschhaus

2002 wurde die Einrichtung von 150.000 Menschen besucht. Auf zwei Ebenen bieten verschiedene Räumlichkeiten mit einer Gesamtfläche von ungefähr 1200 m² Platz für Veranstaltungen aus den Bereichen Pop, Rock, Jazz, Electro, Bildende Kunst, Film/TV, Tanz, Theater, Literatur und diverse Kursprogramme.
Ab Anfang Juni 2007 wurden das Waschhaus und das Offizze saniert.

## Filme
- Feuerreiter, ORB, 1993